# Sophie Rois
Pour les articles homonymes, voir Rois.
Sophie Rois, née le 1er juin 1961 à Ottensheim est une actrice autrichienne.

## Biographie
Sophie Rois suit de 1983 à 1986 les cours du Séminaire Max-Reinhardt. À sa sortie, elle a des engagements à Berlin, au Renaissance-Theater, la Haus der Berliner Festspiele et au Schillertheater. En 1993, elle intègre l'ensemble de la Volksbühne Berlin, dirigé notamment par René Pollesch qui l'invite au Burgtheater à Vienne.
Son premier grand rôle au cinéma est dans Tous les moyens sont bons en 1993. Dans le téléfilm Thomas Mann et les siens, elle interprète Erika Mann. Rois obtient le Deutscher Filmpreis 2011 de la meilleure actrice pour le film Trois.

## Filmographie

### Cinéma
- 1993 : Tous les moyens sont bons
- 1996 : Killer Kondom
- 1996 : Der kalte Finger
- 1996 : Engelchen
- 1996 : Die totale Therapie
- 1997 : Les 120 journées de Bottrop
- 1997 : Weihnachtsfieber
- 1998 : Liebe Deine Nächste!
- 1999 : Les Héritiers
- 2001 : Stalingrad
- 2003 : Liegen lernen
- 2004 : La Série
- 2004 : Sergeant Pepper
- 2008 : Der Architekt
- 2010 : 180°
- 2010 : Trois (Drei)
- 2013 : Pour ton anniversaire
- 2016 : Burg Schreckenstein
- 2023 : Sisi & Ich
- 2024 : Berlin Nobody de Jordan Scott

### Télévision
- 1990 : Hopnick
- 1997 : Der Hauptmann von Köpenick
- 1997 : Polizeiruf 110: Der Tausch
- 1998 : Kreuzfeuer
- 2000 : Tatort: Passion
- 2001 : Thomas Mann et les siens
- 2001 : Tatort: Böses Blut
- 2004 : Ich will laufen – Der Fall Dieter Baumann
- 2005 : Die Patriarchin
- 2005 : Trautmann – Bumerang
- 2006 : Rosenheim Cops - Auf Eis gelegt
- 2007 : Ohne einander
- 2008 : Patchwork
- 2008 : Mord mit Aussicht - Fingerübungen
- 2009 : Kinder des Sturms
- 2009 : Coma idyllique
- 2012 : Polizeiruf 110: Die Gurkenkönigin
- 2013 : Nachtschicht – Geld regiert die Welt
- 2015 : Tatort: Der Irre Iwan
- 2015 : Berlin section criminelle (Der Kriminalist)  – Kleine Schritte

## Source de la traduction
- (de) Cet article est partiellement ou en totalité issu de l’article de Wikipédia en allemand intitulé « Sophie Rois » (voir la liste des auteurs).